# Jaderná elektrárna An-čching
Jaderná elektrárna An-čching (čínsky znaky tradiční 安慶核電廠) je plánovaná jaderná elektrárna v Číně. Bude se nacházet v čínské provincii An-chuej poblíž města An-čching na řece Jang-c'-ťiang. Elektrárna bude vybavena reaktory IV. generace HTR-PM.

## Historie a technické informace

### Počátky
Již v roce 2004 uveřejnila Čínská lidová republika plány na výstavbu vysokoteplotního reaktoru o výkonu 160 MW. Nebylo však jisté, zda bude blok postaven v blízkosti An-čching nebo Čching-tao. Plánování výstavby první jaderné elektrárny v provincii An-chuej oficiálně začalo na žádost samotné provincie v roce 2006. Kromě lokalit Wu-chu a Čch'-čou byla jako jedna z preferovaných lokalit pro jadernou elektrárnu zmíněna také lokalita u města An-čching. Dne 27. května 2009 China Huaneng Group, společnost plánující výstavbu tamní jaderné elektrárny, oznámila, že oblast kolem An-čchingu prošla hodnocením proveditelnosti a je zcela vhodná pro výstavbu jaderné elektrárny.
Dne 13. ledna 2010 se ve městě Che-fej projednávala předběžná studie proveditelnosti výstavby elektrárny. Na rozdíl od ostatních plánovaných tamních jaderných elektráren měl být An-čching vybaven prvními komerčními vysokoteplotními reaktory.

### Havárie elektrárny Fukušima Dajiči
Po havárii reaktorů v jaderné elektrárně Fukušima-Daiiči v březnu 2011 byly plány pozastaveny, ale v listopadu 2011 byly po přezkoumání obnoveny. Dne 24. října 2012 tehdejší předseda vlády Wen Ťia-pao oznámil, že Čína začne pomalu znovu licencovat jaderné elektrárny, nicméně před licencováním v budoucnu budou muset existovat bezpečnostní plány pro každou jadernou elektrárnu. V rámci dvanáctého pětiletého plánu z let 2011 až 2015 však měly být schváleny pouze jaderné elektrárny na pobřeží, což znamená, že jaderná elektrárna An-čching je zatím před schvalovacím procesem.

## Informace o reaktorech
| Reaktor   | Typ reaktoru | Výkon | Výkon | Zahájení výstavby | Připojení k síti | Uvedení do provozu | Uzavření |
| Reaktor   | Typ reaktoru | Čistý | Hrubý | Zahájení výstavby | Připojení k síti | Uvedení do provozu | Uzavření |
| --------- | ------------ | ----- | ----- | ----------------- | ---------------- | ------------------ | -------- |
| An-čching | HTR-PM       |       |       |                   |                  |                    |          |